# IStent
Der iStent wird im Rahmen der mikroinvasiven Glaukomchirurgie (MIGS) zur Senkung des Augeninnendrucks eingesetzt. Er gilt als das kleinste Implantat in der modernen Medizin.

## Wirkungsweise
Ein iStent ist einen Millimeter lang, 0,33 Millimeter hoch und 60 Mikrogramm schwer. Bei der MIGS wird mit dem iStent eine Verbindung zwischen der vorderen Augenkammer (zwischen Hornhaut und Pupille) und dem natürlichen Abflussweg des Kammerwassers, dem sogenannten Schlemm-Kanal, hergestellt. Nachdem die ersten klinischen Erfahrungen gewonnen wurden, indem iStents während einer Operation des Grauen Stars (Kataraktoperation) eingesetzt wurden, werden die kleinen Implantate inzwischen auch unabhängig von anderen Intervention mit Hilfe eines Injektors eingesetzt.

## Ergebnisse
Nach den bisher vorliegenden klinischen Studien mit dem iStent und einer Weiterentwicklung, dem iStent inject, sind durch den minimal-invasiven Eingriff Senkungen des Augeninnendrucks um rund 33 % möglich. Zahlreiche Patienten kommen nach dieser Intervention ohne antiglaukomatöse Medikamente (drucksenkende Augentropfen) aus. In einer 2016 publizierten amerikanischen Studie hatten 92 % der Patienten, denen ein iStent implantiert wurde, nach einem Jahr einen Augeninnendruck von 15 mm Hg und weniger.
Ein wesentlicher Vorteil der Implantation von iStents im Vergleich zu Methoden der herkömmlichen Glaukomchirurgie ist das Ausbleiben von Komplikationen, die mit einem Sickerkissen wie nach einer Trabekulektomie zusammen hängen. Auch wurde bislang ein extrem niedriger Augendruck nach einer Operation, eine Hypotonie, kaum beobachtet.